# دیوید پرایس

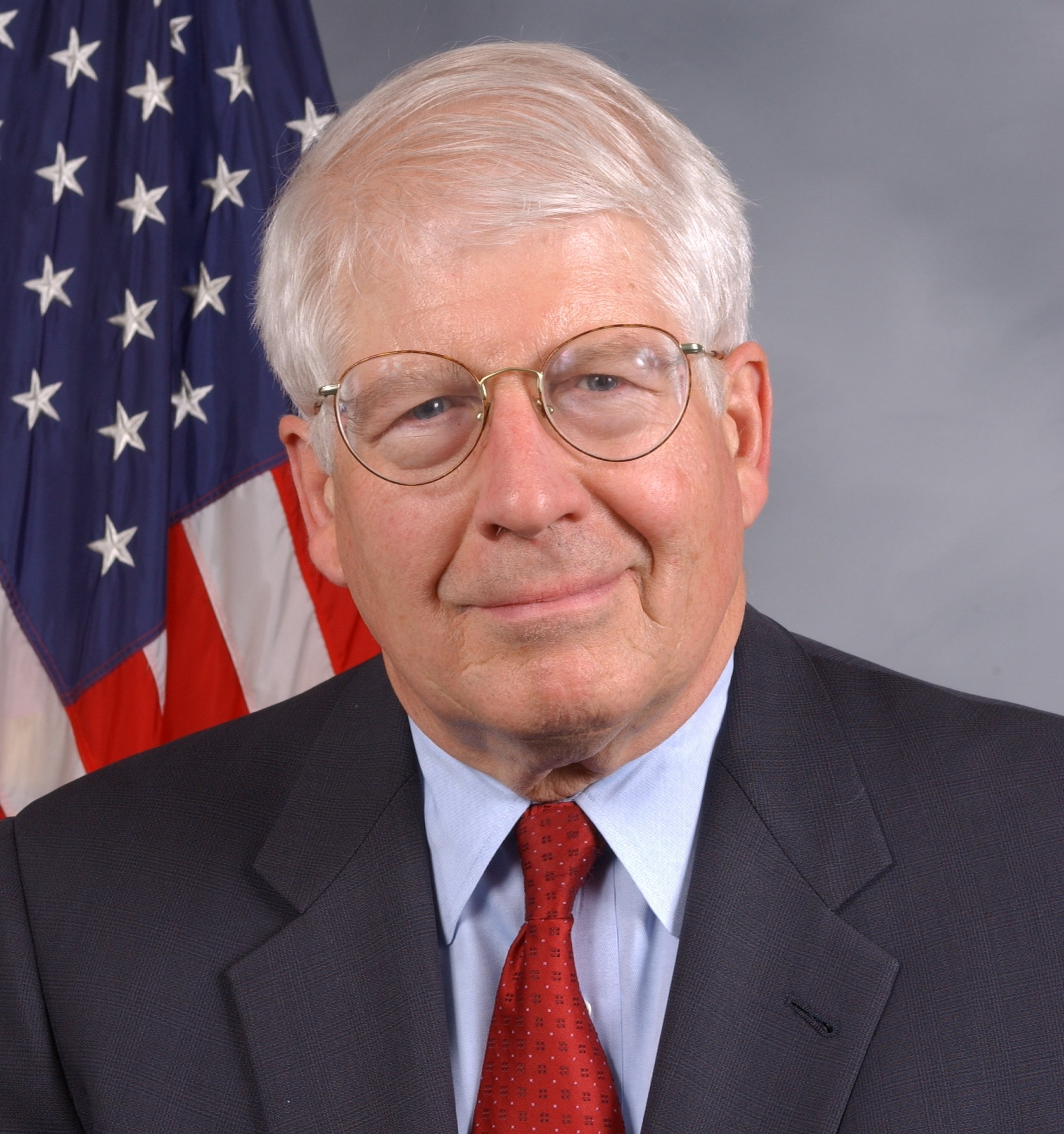
عکس رسمی دیوید پرایس

دیوید پرایس (به انگلیسی: David Price) نمایندهٔ حوزه انتخابیه چهارم کارولینای شمالی از حزب دموکرات ایالات متحده آمریکا در مجلس نمایندگان ایالات متحده آمریکا است که برای نخستین‌بار در ۳ ژانویه ۱۹۹۷ میلادی به‌عضویت این مجلس درآمد.